# 日舞

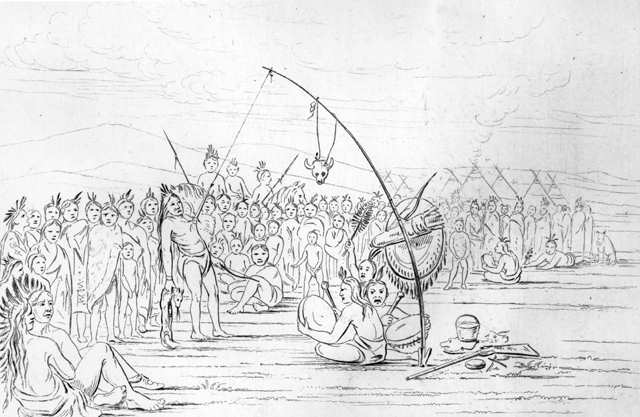
一幅由George Catlin素描的蘇族日舞。

日舞（英語：Sun Dance，或）是一種美洲原住民的祭祀舞蹈儀式，是當地的平原原住民部族的最重要儀式。雖然每一個部族的日舞習俗和表演模式都有所不同，但基本上都包含以下各個部份：
- 舞踏
- 歌唱
- 禱告
- 擊鼓
- 領受異象
- 禁食

另外，有部份部族還包括在胸部或背部進行刺穿或勾環。

## 參看
- 日舞 (懷俄明州)